# Габріелян Авет Карпович
Авет Карпович Габріелян (Тер-Габріелян; 7 (19) квітня 1899, Нор Нахічевань, Росія — 19 червня 1983, Єреван (?), Вірменія) — вірменський скрипаль і педагог, засновник квартету імені Комітаса.

## Біографія
Народився в Нор Нахічевані (нині у складі Ростова-на-Дону), Росія. Навчався скрипці в Ростовському музичному училищі у М. К. Ав'єріно. У 1924–1929 роках навчався в Московській консерваторії імені Чайковського, клас скрипки Л. М. Цейтліна. Закінчив консерваторію з відзнакою. У 1924 році разом з іншими вірменськими студентами консерваторії організував струнний квартет імені Комітаса, який очолював до 1976 року.
З 1929 року викладав у Московській консерваторії, з 1976 року — професор.
Виступав з сольними концертами, в ансамблі з Олександром Гольденвейзером, Костянтином Ігумновим, Генріхом Нейгаузом, Віктором Мержановим та іншими, а також з оркестром. Гастролював з квартетом імені Комітаса в СРСР і за кордоном.
Арам Хачатурян присвятив Авету Габріеляну свій перший опублікований твір «Танець» (1933).

## Нагороди, відзнаки, звання
- Друга премія Всесоюзного конкурсу музикантів-виконавців (1935)[6].
- Народний артист Вірменської РСР (1945)
- Державна премія СРСР (1946)
- Державна премія Вірменської РСР (1965)